# علیرضا عظیمی
علیرضا عظیمی (زادهٔ ۱۲ اکتبر ۱۹۹۲) یک بازیکن فوتبال اهل ایران است.
از باشگاه‌هایی که در آن بازی کرده‌است می‌توان به باشگاه فوتبال خونه به خونه و باشگاه فوتبال راه‌آهن اشاره کرد.